# Nathalie Lidman
Nathalie Lidman, född 28 maj 2001 i Piteå, är en svensk ishockeyspelare som sedan 2022 spelar för Frölunda. Lidman har även medverkat i svenska landslaget och gjorde sin debut år 2022.